# Getreide

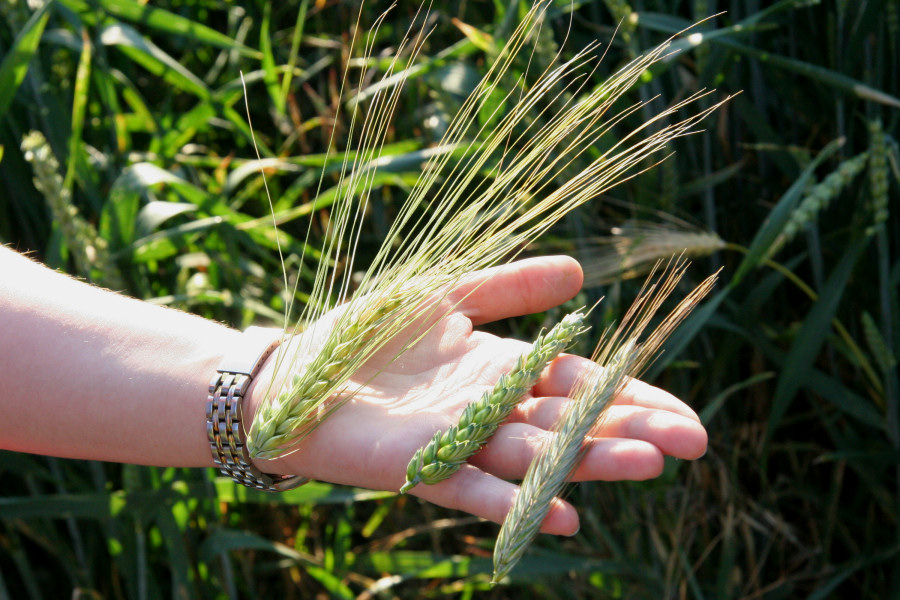
Ähren von Gerste, Weizen und Roggen (v. l. n. r.)

Als Getreide (mittelhochdeutsch getregede, eigentlich „das [von der Erde] Getragene“) oder Korn, in der pharmazeutischen Fachsprache lateinisch Frumentum, werden einerseits die meist einjährigen Pflanzen der Familie der Süßgräser bezeichnet, die wegen ihrer Körnerfrüchte (Karyopsen) kultiviert werden, andererseits die geernteten Körnerfrüchte. Die Früchte dienen als Grundnahrungsmittel zur menschlichen Ernährung oder als Viehfutter, daneben auch als Rohstoff zur Herstellung von Genussmitteln und technischen Produkten.
Getreidekörner bestehen aus dem stärke- und (in geringerem Umfang) auch proteinhaltigen Mehlkörper, dem fetthaltigen Keimling, der miteinander verwachsenen Samenschale und Fruchtwand sowie der zwischen Mehlkörper und Schale liegenden proteinhaltigen Aleuronschicht. Das enthaltene Protein einiger Getreidegattungen (Weizen, Roggen, Gerste, Triticale) wird auch als Kleber oder Gluten bezeichnet. Andere Gattungen sind glutenfrei (Mais, Reis, Hirse und Bambussamen).

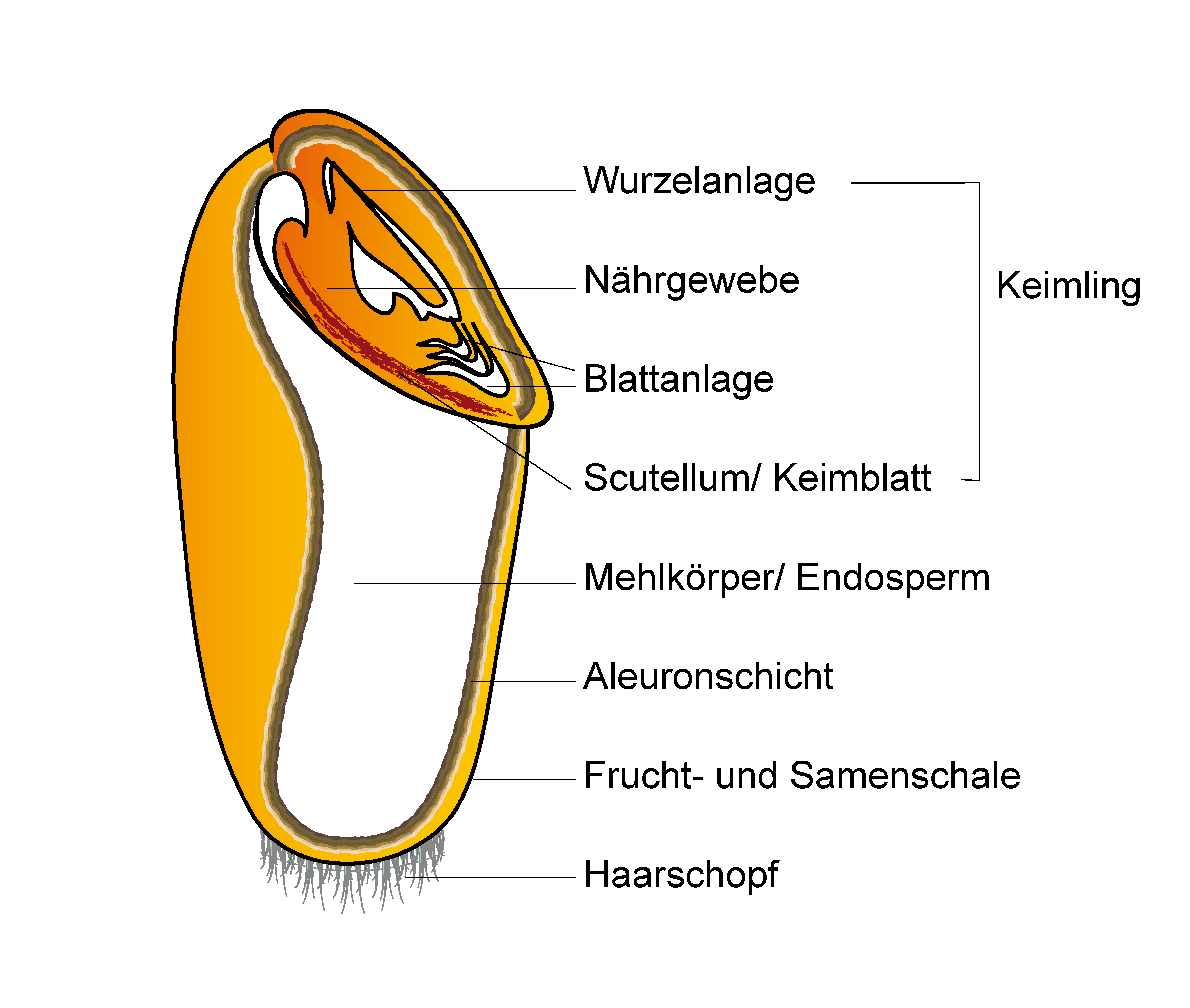
Aufbau eines Weizenkorns

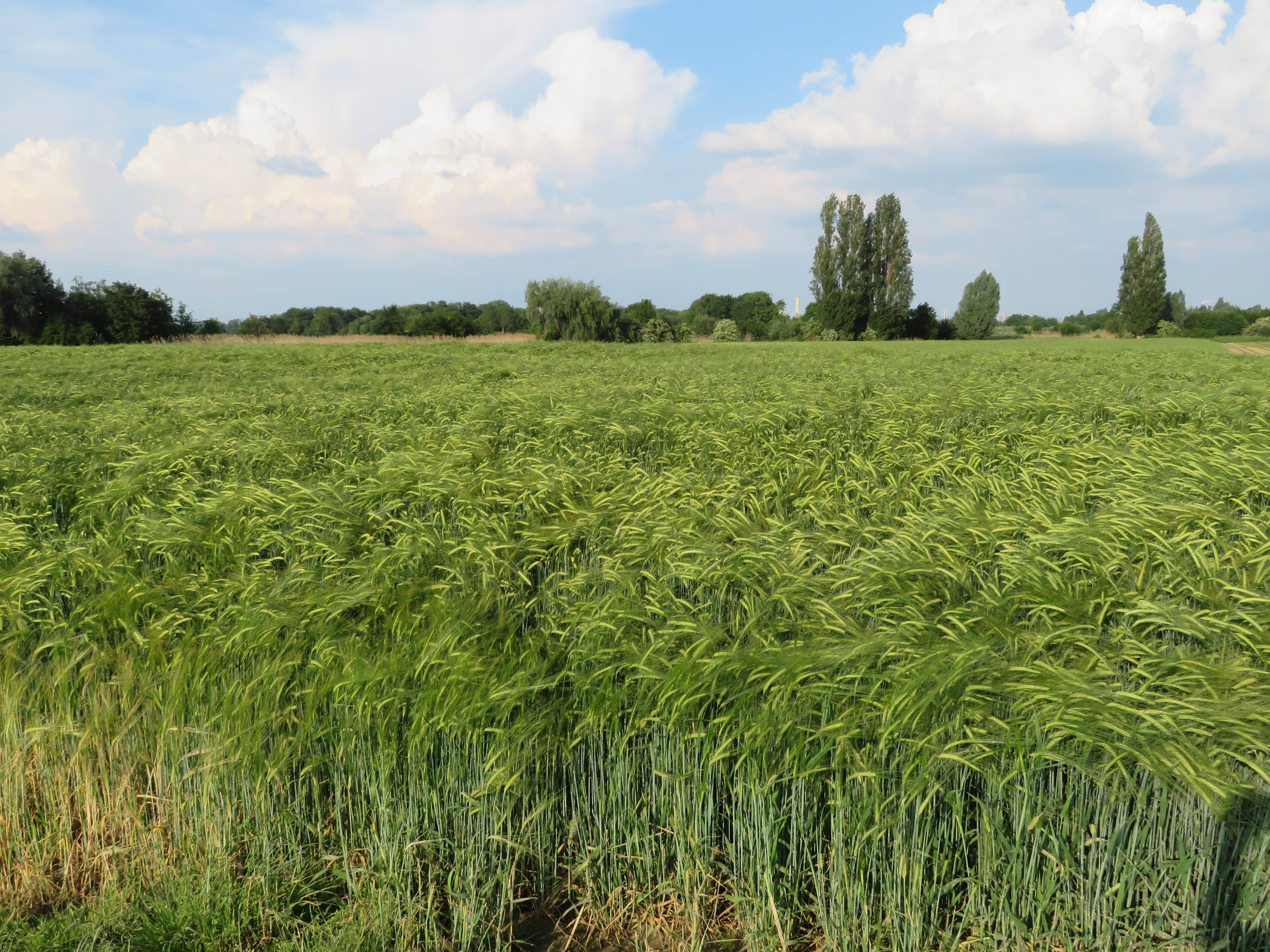
Getreidefeld mit Gerste

Für die meisten Verwendungen werden die Früchte nach der Reife durch Dreschen von den abgemähten Pflanzen abgetrennt, wobei bei einigen Sorten auch die mit der Schale verwachsenen Deck- und Vorspelzen noch am Korn verbleiben, bei wenigen urtümlichen Sorten auch Hüllspelzen und Bruchstücke der Ährenspindel. Bei den meisten Mehlsorten wird traditionell die Schale durch Mahlen, Schleifen oder andere Verfahren möglichst vollständig entfernt und als Kleie getrennt verwertet, bei Vollkornmehl ist dies nicht der Fall. Um lagerfähige Produkte zu erhalten, muss auch der Keimling entfernt oder hitzebehandelt werden. Er kann zur Gewinnung von Getreidekeimöl genutzt werden.
Zum Verzehr werden Getreidefrüchte bzw. ihre Mehlkörper hauptsächlich gemahlen und als Brot gebacken, als Brei gekocht oder zum Beispiel zu Nudeln weiterverarbeitet. Aus Getreidesorten mit geringem Kleberanteil lässt sich Brot nur als Fladenbrot herstellen. Die wichtigsten Getreidepflanzen für die menschliche Ernährung sind Reis, Weizen, Mais, Hirse, Roggen, Hafer und Gerste. Als Viehfutter genutzt werden vor allem Gerste, Hafer, Mais und Triticale.

## Die Hauptgetreidegattungen
- Weizen – (Triticum), Hauptgetreide in gemäßigten Zonen. Er ist außerdem die Getreidegattung mit den besten Backeigenschaften.
  - Einkornreihe – diploid
    - Einkorn – (T. monococcum) ist neben Emmer (T. dicoccum) die älteste bekannte Weizenart, die bereits in der Jungsteinzeit kultiviert wurde.

  - Emmerreihe – tetraploid
    - Emmer (T. dicoccum), neben Einkorn die älteste bekannte Weizenart, wurde bereits in der Jungsteinzeit kultiviert.
    - Hartweizen – (T. durum), Verwendung für Teigwaren, Hauptanbaugebiete sind Nordamerika und Südeuropa.
    - Kamut – (T. durum x polonicum), eine natürliche Hybride aus Hartweizen (Triticum durum) und Triticum polonicum.[2]

  - Dinkelreihe – hexaploid
    - Dinkel – (T. spelta), Anbau noch in Belgien, Frankreich, Deutschland (in Schwaben und Franken), Österreich sowie in der Schweiz.
    - Weichweizen – (T. aestivum), für Brot und andere Backwaren.
- Roggen – (Secale), bedeutsam in kalten Regionen und auf leichten, sauren und sandigen Böden; Brotgetreide und Viehfutter.
- Gerste – (Hordeum), folgt als weniger anspruchsvolle Frucht im Fruchtwechsel dem Weizen; Viehfutter – Braugerste (Sommergerste) zur Malzherstellung.
- Hafer – (Avena sativa), auch das „europäische Urgetreide“ genannt, war früher Grundnahrungsmittel in Schottland (Haferflocken, Porridge), heute weltweit auch als Viehfutter verbreitet.
- Triticale – eine Kreuzung aus Weizen (Triticum aestivum L.) und Roggen (Secale cereale L.).
- Reis – (Oryza), Hauptgetreide in tropischen Zonen, Grundnahrungsmittel in Asien.
- Mais – (Zea mays), Grundnahrungsmittel der Völker Nord- und Südamerikas und Afrikas, weltweit als Viehfutter verbreitet.
- Hirse – ein Sammelbegriff für verschiedene Getreidearten mit kugeligen, kleinkörnigen, meist gelben Körnern aus den Gattungen Sorghum, Panicum, Pennisetum, Eleusine u. a.[3]
  - Die im deutschen Sprachraum als Lebensmittel erhältliche Hirse ist meist Rispenhirse und wird heute vor allem in Nordchina angebaut. Vor der Einführung der Kartoffel war sie ein Grundnahrungsmittel in Mitteleuropa. Die Kolbenhirse wird vornehmlich als Kleintierfutter verwendet.
  - Global wichtig ist Sorghum als Grundnahrungsmittel in Afrika und Zentralindien sowie als Futtermittel, Faserpflanze und zur Zucker- und Biospritproduktion in den USA.
  - Lokal wichtige Grundnahrungsmittel sind Perlhirse (Sahelzone, Steppen Indiens, Pakistan), Fingerhirse (Zentralafrika, Südindien), Teff (Äthiopien), und Foniohirse (Teile Westafrikas).[4]

## Herkunft
Getreide im engeren Sinne sind Zuchtformen von Süßgräsern (Poaceae). Der Ursprung des landwirtschaftlichen Anbaus vieler Getreidegattungen kann nicht mehr ermittelt werden. Getreideanbau und -zucht wurden, im Nahen Osten (Fruchtbarer Halbmond) agrargeschichtlich belegt, bereits vor mehr als 10.000 Jahren praktiziert. Die ersten angebauten Getreidearten waren Einkorn, Emmer und Gerste. In Mitteleuropa und Westeuropa verbreiteten sie sich vor etwa 7.000 Jahren. Wildgetreide wurde schon vor 32.000 Jahren als Nahrungsmittel verwendet. Der Anteil des Getreides an der Ernährung im antiken Griechenland wird auf 70–75 % geschätzt.

## Aussaat

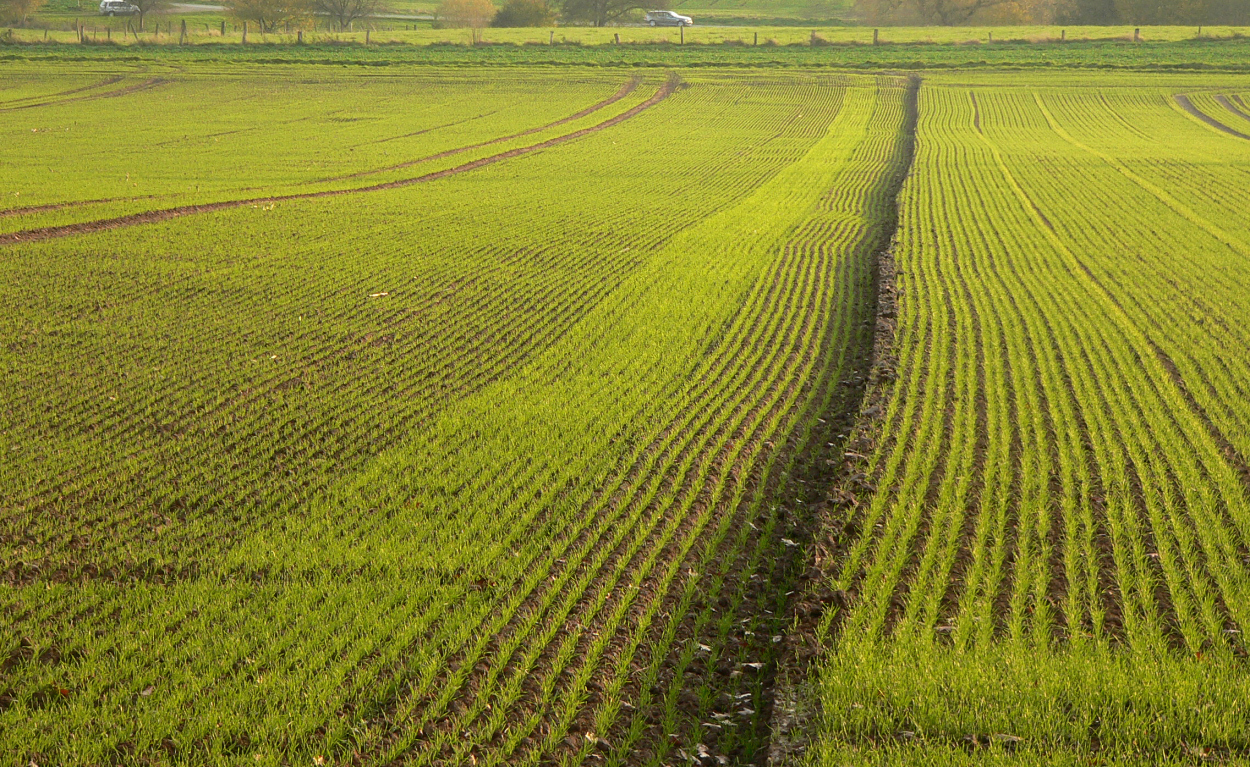
Aufgelaufene Saat von Wintergetreide im Herbst

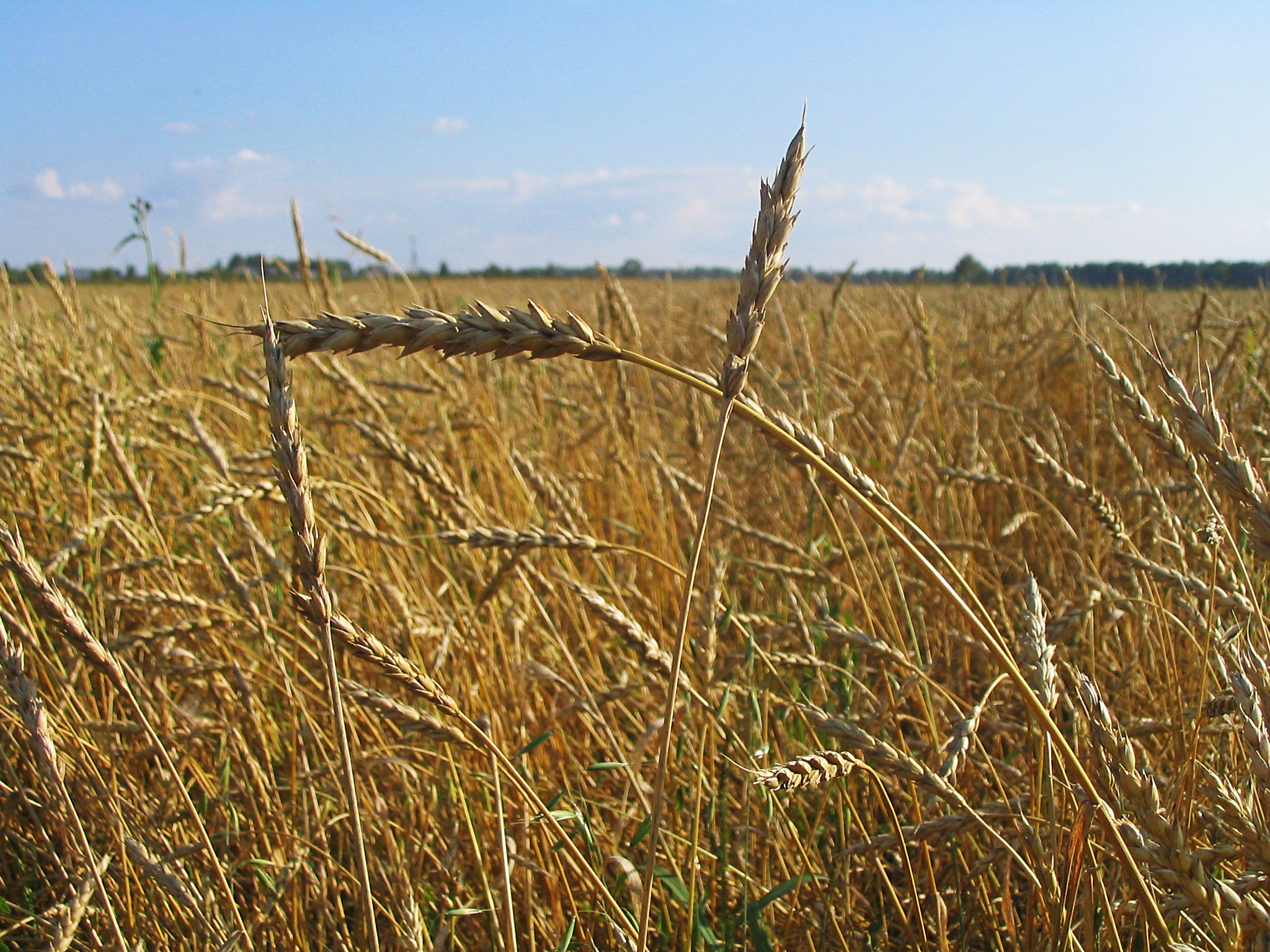
Weizen in Tomsk

Aussaat- und Erntezeitpunkt hängen stark von den Klimabedingungen und der Höhenlage des Anbaugebietes ab. Es gibt typische Früherntegebiete (zum Beispiel die Niederrheinebene oder das Bauland) und Späterntegebiete (zum Beispiel die Schwäbische Alb).

### Wintergetreide
Das Wintergetreide benötigt nach der Aussaat und der Keimung eine Frostperiode, um dann im Frühjahr schossen (Vernalisation) zu können. Es kann daher schon ab September gesät und dann je nach Getreideart ab Juli des nächsten Jahres geerntet werden. Durch die längere Vegetationszeit und insbesondere die bessere Ausnutzung der Winterfeuchtigkeit und Frühlingswärme liegen die Erträge der Wintergetreidearten weit über denen der Sommerformen, was zur überwiegenden Verbreitung von Wintergetreide führte. Zudem ist eine frühere Ernte möglich. Winterroggen, Winterweizen, Wintergerste und Wintertriticale sind im mitteleuropäischen Raum die bedeutendsten Getreidearten. Bis zum Ende des 19. Jahrhunderts zählte Emmer zu den häufig angebauten Wintergetreiden.

### Sommergetreide
Sommergetreide benötigt im Gegensatz zum „Wintergetreide“ nur etwa ein halbes Jahr, bis es erntereif ist. Es wird ab März gesät und ab Juli geerntet. Saathafer, Mais und Sommergerste sind im mitteleuropäischen Raum die bedeutendsten Arten. Weniger relevant sind Sommerroggen und Sommerweizen. Vor der Verdrängung durch den Mais war Hirse ein wichtiges Sommergetreide.

## Wachstumsstadien und Ernte
Die Wachstumsstadien von Getreidepflanzen sind in der sogenannten BBCH-Skala ausführlich beschrieben. Damit ist eine weitgehend vereinheitlichte Beschreibung der Entwicklungsstadien von Pflanzen nach phänologischen Merkmalen und deren Codierung möglich. Dies macht einen Vergleich möglich. Die Skala unterscheidet 10 Makrostadien (Makrostadium 0 = Keimung bis Makrostadium 9 = Absterben), die weiter unterteilt sind in Mikrostadien, in denen eine genauere Differenzierung beschrieben wird. So werden in der Skala die Reifestufen des Korns unterschieden: (Mikrostadien in Klammern)
Milchreife (73–77)
aus dem Getreidekorn lässt sich durch Quetschen zwischen Zeigefinger und Daumen eine milchige Flüssigkeit herausdrücken. Während der Milchreife erreicht das noch grüne Korn seine endgültige Größe.
Teigreife (83–85)
die Substanz, die man noch immer herausdrücken kann, ist nicht mehr flüssig, sondern hat eine deutlich festere Konsistenz. Fingernageleindruck ist noch reversibel.
Gelbreife (87)
Das Getreidekorn ist hart und lässt sich nicht mehr ausdrücken, aber mit guten Zähnen zerbeißen. Fingernageleindruck ist irreversibel.
Vollreife (89)
Es erfolgt kein weiteres Wachstum. Das Getreidekorn ist reif. Es kann nur noch schwer mit dem Fingernagel gebrochen werden.
Totreife (92)
Der Wassergehalt hat soweit abgenommen, dass das Korn nicht mehr mit dem Fingernagel eingedrückt oder gebrochen werden kann.
Notreife (nicht offiziell in der BBCH-Skala, entspricht aber etwa 93)
Vorzeitiges Abreifen durch widrige Umstände – zum Beispiel durch Trockenstress. Wo normalerweise noch weitere Stärke u. a. eingelagert würden, wird nun stattdessen das Korn zur Abreife gebracht, da die Pflanze ausgeprägten Wassermangel hat.
Getreide wird in der Regel im Zustand der Voll- oder der Totreife geerntet. Drusch erfordert Totreife, die auch noch nach der Ernte erreicht wird. Eine Ernte mit Mähdreschern ist jedoch erst bei Totreife möglich. Spielt die Natur einmal nicht mit, kann – wenn gesetzlich erlaubt – mit Sikkanten wie z. B. Glyphosat die Abreife beschleunigt werden.
In der Getreidefrucht sind auch im Zustand der Totreife nur Mehlkörper und Schale im biologischen Sinn tot. Sowohl Keimling als auch Aleuronschicht bestehen aus lebenden Zellen und atmen. Dies führt bei ca. 15 % Wassergehalt zu jährlichen Stärkeverlusten zwischen 0,25 % und 2 %.

## Sorten
In Deutschland müssen Getreidesorten vom Bundessortenamt zugelassen werden. Die folgende Anzahl der Getreidesorten war 2022 bei den verschiedenen Getreidegattungen zugelassen.

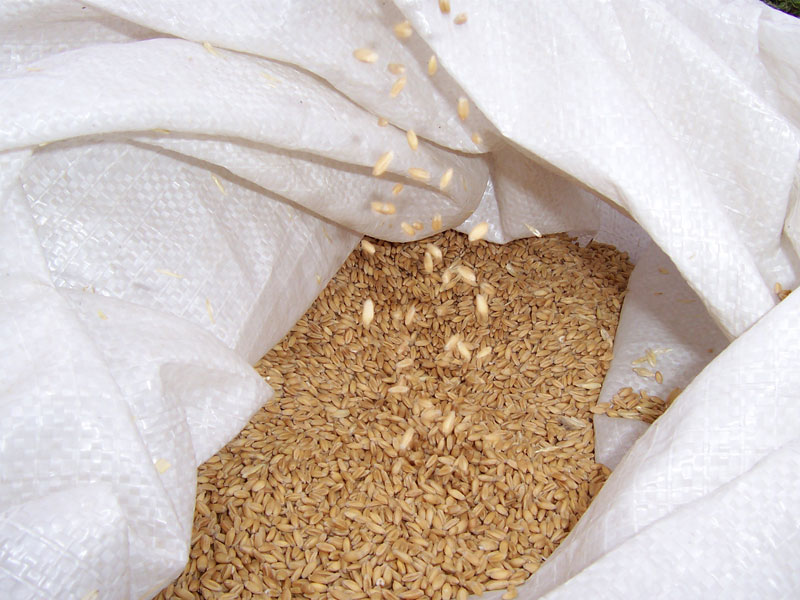
Weizen im Sack

| Getreideart                                | Anzahl     |
| ------------------------------------------ | ---------- |
| Mais (Silonutzung)                         | 227 Sorten |
| Mais (Körnernutzung)                       | 177 Sorten |
| Winterweichweizen                          | 154 Sorten |
| Sommerweichweizen                          | 034 Sorten |
| Hartweizen (Sommer- und Winter-)           | 09 Sorten  |
| Sommergerste (zweizeilig)                  | 049 Sorten |
| Wintergerste (zweizeilig)                  | 049 Sorten |
| Wintergerste (mehrzeilig)                  | 045 Sorten |
| Winterroggen                               | 036 Sorten |
| Sommerhafer                                | 026 Sorten |
| Wintertriticale                            | 033 Sorten |
| Winterspelz (Dinkel)                       | 023 Sorten |
| Sorghumhirse (Sorghum bicolor (L.) Moench) | 008 Sorten |

## Begrannung

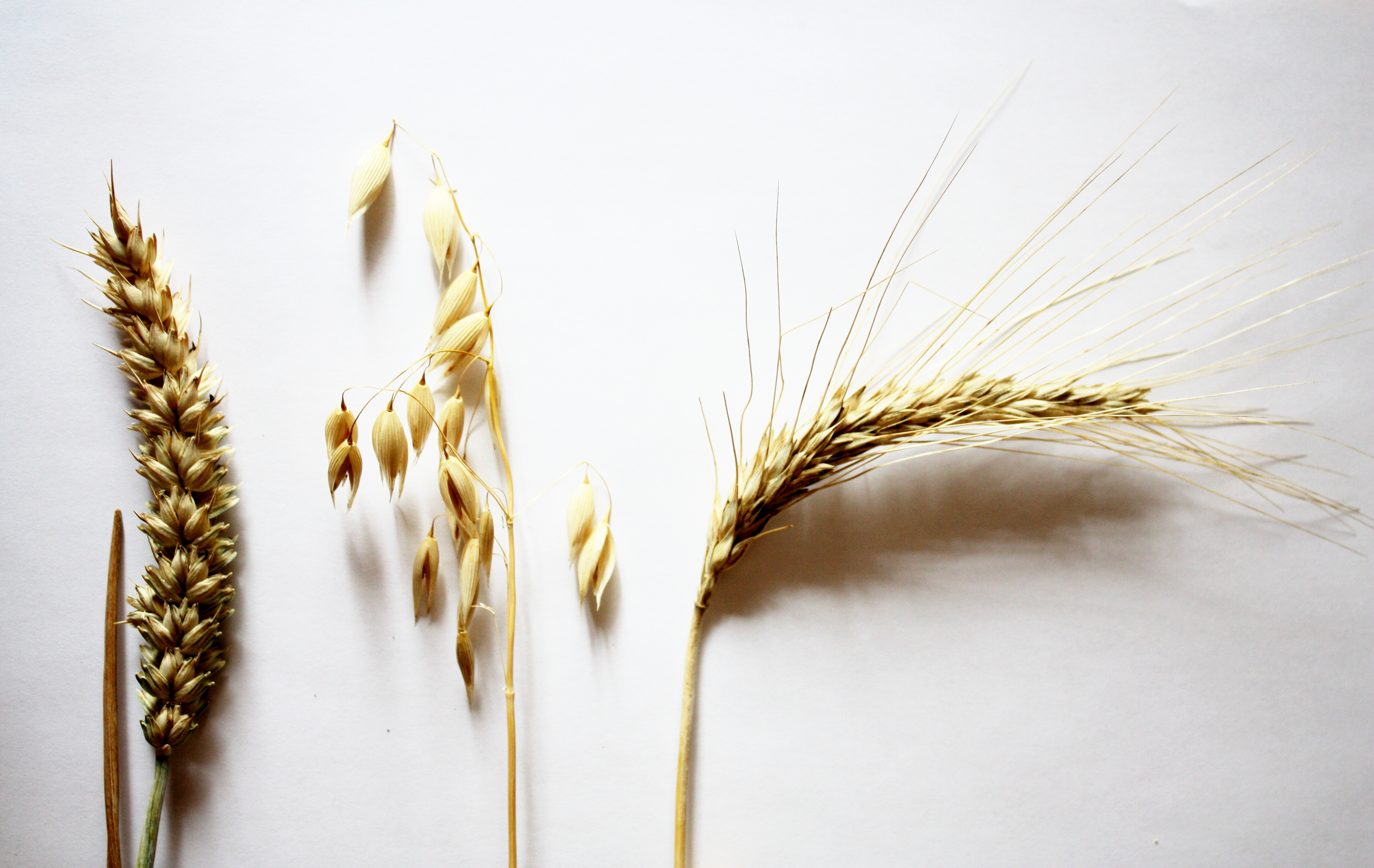
Weizen (links), Hafer (Mitte), Gerste (rechts)

Folgende Regeln erleichtern die Unterscheidung der in Mitteleuropa verbreiteten Getreidearten:
- Weizen hat meistens keine Grannen, es gibt auch begrannte Sorten.
- Gerste hat meistens sehr lange Grannen, es gibt auch Sorten mit kurzen Grannen; Gerstengrannen sind in der Regel unterschiedlich lang; die Grannen der unteren Körner sind länger, so dass alle Grannen fast wie abgeschnitten auf einer Höhe enden.
- Roggen hat mittellange Grannen, die in der Regel gleich lang sind.
- Triticale (eine Kreuzung aus Weizen und Roggen) hat ebenfalls mittellange Grannen, die in der Regel gleich lang sind; die Pflanzenhöhe in einem Triticalebestand ist aber im Vergleich zu einem Roggenbestand wesentlich homogener.
- Hafer hat keine Grannen, und im Gegensatz zu den vorgenannten Getreidearten wachsen die Körner an einer Rispe und nicht an einer Ähre.

## Krankheiten
Getreide werden überwiegend im Fruchtwechsel mit anderen Arten angebaut. Die Getreidearten sind unterschiedlich anfällig für verschiedene Krankheiten. Bei Massenbefall kam es in der Zeit vor der Errichtung weltweiter Handelsbeziehungen regional immer wieder zu Missernten, Hungersnöten oder zu gesundheitlichen Auswirkungen auf die Bevölkerung. Getreidekrankheiten bewirken heute vor allem wirtschaftliche Schäden.
In Mitteleuropa wichtige Krankheiten im Weizen, Roggen, Gerste und Hafer sind:
- Schwarzbeinigkeit: (Gaeumannomyces graminis)
- Echter Mehltau der Gräser (Blumeria graminis)
- Mutterkorn (Claviceps purpurea)
- Rostkrankheiten (siehe Rostpilze):
  - Schwarzrost des Getreides (Puccinia graminis)
  - Braunrost (Puccinia recondita)
  - Gelbrost (auch Streifenrost genannt) (Puccinia striiformis)
  - Zwergrost der Gerste (Puccinia hordei)
  - Haferkronenrost (Puccinia coronata var. avenae)
- Blatt- und Spelzenbräune (Septoria nodorum)
- Blattdürre an Weizen (Septoria tritici)
- DTR-Blattdürre des Weizens (Drechslera tritici-repentis)
- Streifenkrankheit der Gerste (Drechslera graminea)
- Netzfleckenkrankheit der Gerste (Drechslera teres)
- Sprenkelnekrose der Gerste (Ramularia collo-cygni)
- Rhynchosporium-Blattfleckenkrankheit der Gerste (Rhynchosporium secalis)
- Fusariosen: Erreger sind zum Beispiel Fusarium graminearum, Fusarium culmorum, Fusarium avenaceum.
- Halmbruchkrankheit (Pseudocercosporella herpotrichoides)
- Schwärzepilze
- Getreidebrand:
  - Stein- oder Stinkbrand am Weizen (Tilletia caries)
  - Zwergsteinbrand des Weizens (Tilletia controversa)
  - Weizenflugbrand (Ustilago tritici)
  - Roggenstängelbrand (Urocystis occulta)
  - Gerstenflugbrand (Ustilago nuda)
  - Gerstenhartbrand (Ustilago hordei)
  - Haferflugbrand (Ustilago avenae)

## Pseudogetreide bzw. Pseudozerealien
Es gibt Körnerfrüchte, die ähnlich wie Getreide verwendet werden, aber nicht zu den Süßgräsern gehören und damit kein Getreide sind, beispielsweise Buchweizen, Quinoa oder Amarant. Diese werden daher als Pseudogetreide bezeichnet.

## Verwendung

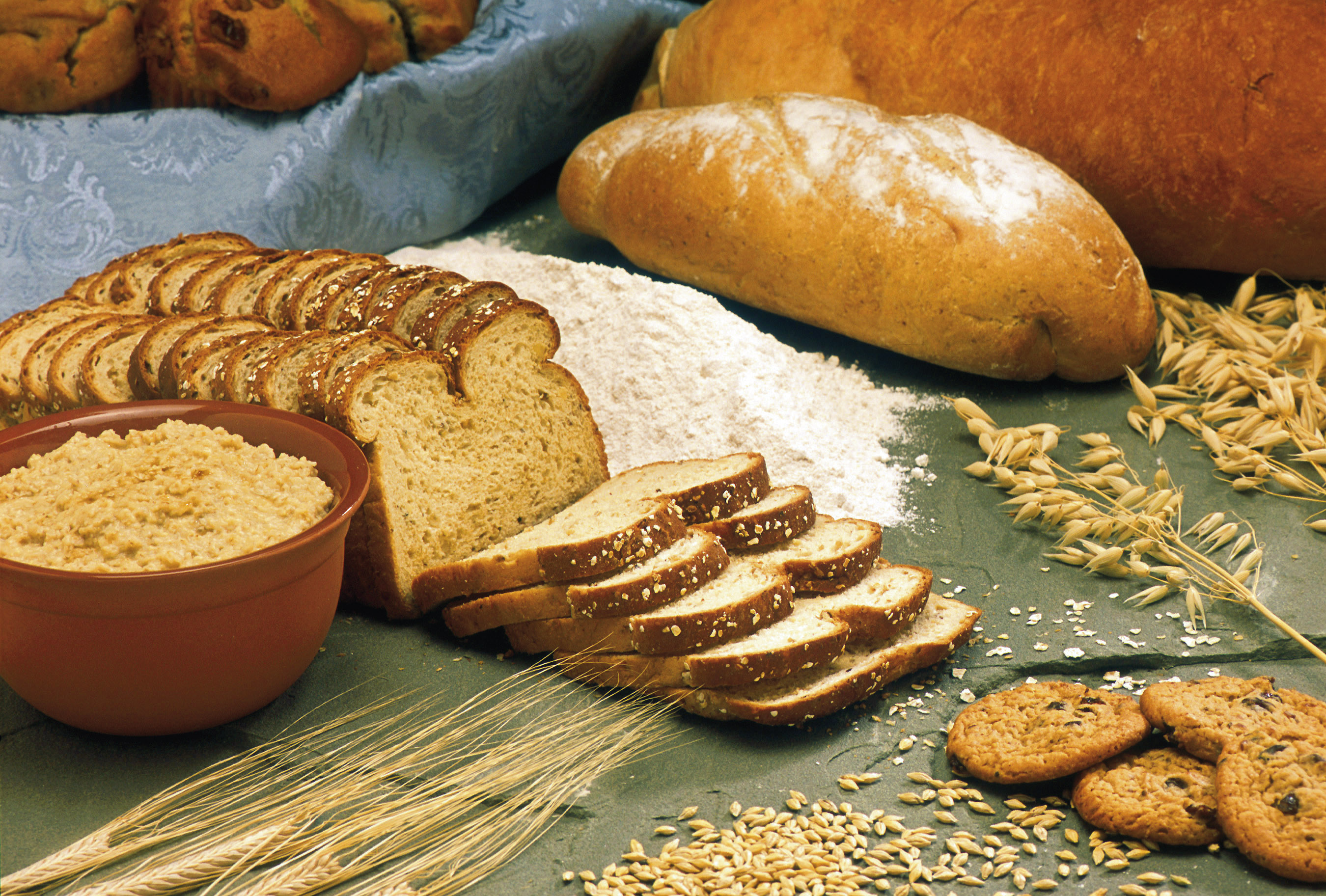
Getreideprodukte

### Lebens- und Genussmittel
Die Verwendung von Getreide in Lebens- und Genussmitteln ist vielfältig, wie folgende Auflistung zeigt:
- Getreidemahlerzeugnisse, wie
  - Mehl
  - Dunst
  - Grieß
  - Schrot (siehe aber Schrot und Korn)
  - Grütze
  - Graupen
  - Kleie
- Getreideflocken
- Getreidekaffee, auch: Malzkaffee aus Gerste, Roggen, Weizen, Dinkel
- Getreidekeime, Getreidesprossen
- Getreidenährmittel
- Getreidekeimöl
- Getreidepufferzeugnisse, wie beispielsweise Puffreis, Popcorn
- Getreidestärke, meist aus Mais, Reis, Weizen gewonnen
- Malz aus Braugerste und daraus Bier
- Spirituosen (Kornbrand, Whisky).

### Futtermittel
Getreide stellt weltweit das wichtigste Futtermittel dar. Vor allem an Wiederkäuer wird es überwiegend als Ganzpflanzensilage (GPS), z. B. als Roggen-, Gerste- oder Mais-GPS verfüttert. Nach Angaben der FAO wurden 2008/09 35 % der weltweiten Getreideproduktion von 2,23 Milliarden Tonnen als Futtermittel verwendet. In der Schweiz wurden 2018 auf 143.600 Hektar Getreide angebaut, davon knapp 42 % als Futtermittel (60.000 Hektar).

### Industrielle Nutzung
Die industrielle Nutzung von Getreide umfasst die energetische Nutzung, d. h. die Herstellung von Biokraftstoffen und die direkte Stroh- und Getreideverbrennung sowie die stoffliche Nutzung, für die vor allem die Stärke den relevanten Rohstoff darstellt. Dabei spielen beinahe ausschließlich Weichweizen und Mais eine Rolle als Stärkelieferanten während alle anderen Getreidesorten fast vollständig zur Herstellung von Lebensmitteln oder in Brauereien (Gerste) verwendet werden.
Die weltweite Verwendung von Getreide in Biokraftstoffen wird von der FAO mit 125 Millionen Tonnen angegeben. Im Jahr 2009/10 werden geschätzte sechs Prozent des Weltgetreideverbrauchs für Bioethanol verwendet (zu 97 % Mais in den Vereinigten Staaten), 47 % für Nahrung, 35 % für Futtermittel und 12 % für sonstiges (Saatgut, technische Verwendung, Verluste). Im Wirtschaftsjahr 2006/07 wurden von knapp 43 Millionen Tonnen Getreide in Deutschland 9 % für die stoffliche industrielle Nutzung verwendet, 3,5 % für Energie sowie 62 % für Futtermittel, 20 % für Nahrung und 2,3 % für Saatgut.

## Durchschnittliche Zusammensetzung
Die Zusammensetzung von Getreide schwankt naturgemäß, sowohl in Abhängigkeit von den Umweltbedingungen (Boden, Klima) als auch von der Anbautechnik (Düngung, Pflanzenschutz).
| Getreideart   | Energie (kJ) | Eiweiß (g) | Fett (g) | Kohlen- hydrate a (g) | Ballast- stoffe (g) | Calcium (mg) | Eisen (mg) | Kalium (mg) | Magne- sium (mg) | Vitamin B1 (mg) | Vitamin B2 (mg) | Vitamin B6 (mg) | Vitamin E (mg) | Folsäure (mg) | Niacin (mg) |
| ------------- | ------------ | ---------- | -------- | --------------------- | ------------------- | ------------ | ---------- | ----------- | ---------------- | --------------- | --------------- | --------------- | -------------- | ------------- | ----------- |
| Dinkel        | 1358         | 10,8       | 2,7      | 63,2                  | 8,8                 | 22           | 4,2        | 445         | 130              | 0,40            | 0,15            | 0,27            | 1,6            | 0,03          | 6,9         |
| Gerste        | 1320         | 9,8        | 2,1      | 63,3                  | 9,8                 | 40           | 2,8        | 445         | 115              | 0,43            | 0,18            | 0,56            | 0,67           | 0,065         | 4,8         |
| Hafer         | 1409         | 11,7       | 7,1      | 55,7                  | 9,7                 | 80           | 5,8        | 355         | 130              | 0,68            | 0,17            | 0,96            | 0,84           | 0,035         | 2,4         |
| Hirse         | 1481         | 9,8        | 3,9      | 68,8                  | 3,8                 | 10           | 6,9        | 175         | 125              | 0,44            | 0,11            | 0,52            | 0,1            | 0,01          | 4,8         |
| Mais          | 1377         | 8,5        | 3,8      | 64,2                  | 9,7                 | 8            | 1,5        | 295         | 90               | 0,36            | 0,20            | 0,40            | 2,0            | 0,025         | 1,5         |
| Reis, poliert | 1460         | 6,8        | 0,6      | 77,8                  | 1,4                 | 6            | 0,85       | 100         | 30               | 0,06            | 0,03            | 0,15            | 0,19           | 0,011         | 1,3         |
| Roggen        | 1244         | 8,8        | 1,7      | 60,9                  | 13,2                | 35           | 2,8        | 510         | 90               | 0,36            | 0,17            | 0,24            | 2,0            | 0,14          | 1,8         |
| Weizen        | 1263         | 11,7 b     | 1,8      | 59,5                  | 13,3                | 35           | 3,2        | 380         | 95               | 0,46            | 0,095           | 0,27            | 1,4            | 0,09          | 5,1         |

## Wirtschaftliche Bedeutung

### Die größten Getreideproduzenten
Im Jahr 2021 wurden laut FAO weltweit etwa 3,07 Milliarden Tonnen Getreide (Gerste, Hafer, Hirse (Sorghum und Millet), Mais, Reis, Roggen und Weizen) geerntet. Die weltweit 20 größten Produzenten von Getreide ernteten zusammen 80,1 % der Gesamtmenge, laut FAO, Faostat, 2021. Diese Tabelle enthält zusätzlich die Produktionsmengen Österreichs und der Schweiz:
| Rang | Land                | Menge (in t) |     | Rang             | Land          | Menge (in t) |
| ---- | ------------------- | ------------ | --- | ---------------- | ------------- | ------------ |
| 1    | Volksrepublik China | 632.066.911  | 13  | Vietnam          | 48.301.218    |              |
| 2    | Vereinigte Staaten  | 452.628.439  | 14  | Kanada           | 46.738.983    |              |
| 3    | Indien              | 356.345.000  | 15  | Deutschland      | 42.359.400    |              |
| 4    | Russland            | 117.574.454  | 16  | Thailand         | 39.382.968    |              |
| 5    | Brasilien           | 112.220.283  | 17  | Mexiko           | 36.582.135    |              |
| 6    | Argentinien         | 87.691.545   | 18  | Polen            | 33.996.290    |              |
| 7    | Ukraine             | 85.338.631   | 19  | Türkei           | 31.864.404    |              |
| 8    | Indonesien          | 74.425.294   | 20  | Äthiopien        | 30.108.985    |              |
| 9    | Frankreich          | 66.880.910   |     | Summe Top Twenty | 2.460.154.970 |              |
| 10   | Bangladesch         | 62.156.213   | 55  | Österreich       | 5.316.150     |              |
| 11   | Pakistan            | 52.415.036   | 108 | Schweiz          | 725.906       |              |
| 12   | Australien          | 51.077.871   |     | Welt             | 3.070.645.413 |              |

Die Dürre und Hitze in Europa 2018 hat in Dänemark die Getreideernte um 28 % auf 7,2 Millionen Tonnen und in Schweden um 45 % auf 3,25 Millionen Tonnen einbrechen lassen.

### Brotgetreideernte in Österreich und der Schweiz
Laut FAO wurden im Jahr 2021 folgende Brotgetreidemengen in Österreich und der Schweiz geerntet:
| Getreide (in t) | Weizen    | Roggen  |
| --------------- | --------- | ------- |
| Österreich      | 1.547.600 | 152.440 |
| Schweiz         | 401.202   | 7.948   |

### Pro-Kopf-Verbrauch in Deutschland
In Deutschland wurden 2019/20 pro Kopf 84,7 kg Getreideerzeugnisse verbraucht.

### Selbstversorgungsgrad mit Getreide in Deutschland
Der Selbstversorgungsgrad mit Getreide betrug 2019/20 in Deutschland 104 %.

### Getreidepreis

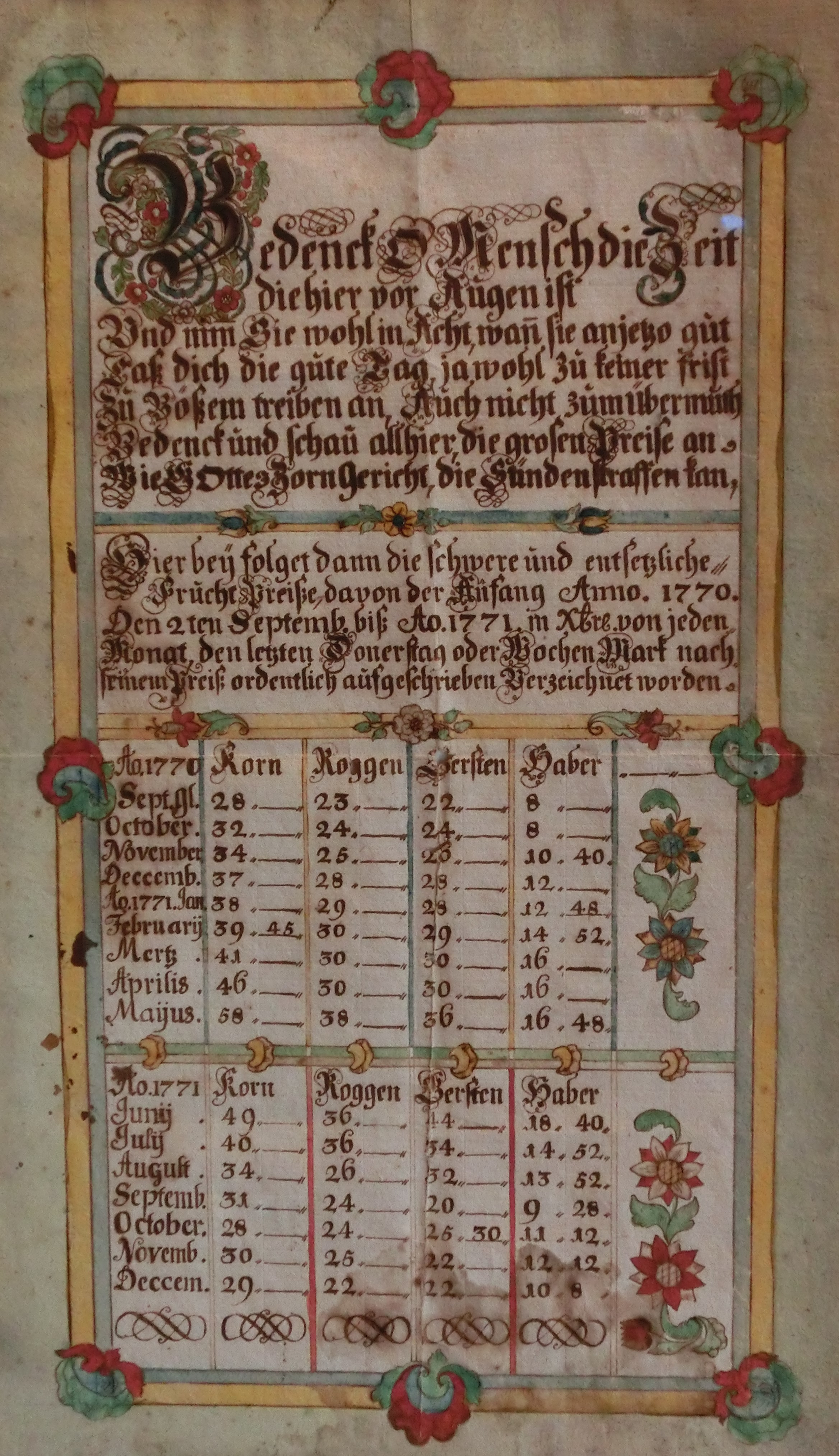
Preisblatt von Korn, Gerste und Hafer (Süddeutschland, 1770/1771) im Museum der Brotkultur, Ulm

Der Getreidepreis setzt für preisbestimmende Eigenschaften des Getreides festgelegte Basis- oder Standardwerte voraus. Abweichungen von den Standardwerten führen zu entsprechenden Ab- oder Zuschlägen auf den Grundpreis.
Folgende preisbestimmende Eigenschaften liegen dem Getreidepreis zugrunde:
- Hektolitergewicht.
- Basis- oder Bezugsfeuchte.
- Diverse preisbestimmende Gütemerkmale. Dies sind beispielsweise: Verunreinigungsgrad, Grad der Keimfähigkeit, Sedimentationswert (bei Weizen), Rohproteinanteil.

Die Festlegung der Basiswerte für preisbestimmende Eigenschaften kann erfolgen durch Börsen- oder Handelsusancen, oder auch durch gesetzliche Regelungen wie in den USA mit dem United States Grain Standards Act.
Die Preisbildung kann unterschiedlich stattfinden. Im marktwirtschaftlich geregelten Wirtschaftsraum erfolgt die Preisfindung hauptsächlich an Warenterminbörsen. In abgrenzten Wirtschaftsräumen kann ein Staat den Getreidepreis direkt festsetzen oder indirekt durch eine staatliche Abnahmegarantie (= Interventionsaufkäufe). Dabei ist – im Gegensatz zur Preisfindung an Warenterminbörsen – zwischen Ein- und Verkaufspreis zu unterscheiden.
Warenterminbörsen ermöglichen den Anbaubetrieben das Getreide bereits vor der Ernte oder dem Anbau zu vermarkten, um dadurch eine Absicherung gegen fallende Preise zu erhalten. Erkauft wird dieser Vorteil für den Anbaubetrieb mit dem Verzicht auf die Gewinnbeteiligung bei steigenden Preisen. Gleichzeitig wird durch das Marktgeschehen an Warenterminbörsen die Marktinformation für alle Marktteilnehmer gleichermaßen transparent und verfügbar.
Beim Preis für Getreide ist zu unterscheiden zwischen dem Preis, der an den Warenterminbörsen ermittelt wird und dem Preis, den der Anbaubetrieb tatsächlich erhält, sofern das Getreide den festgelegten Standard- oder Basiswerten entspricht. Die Preisunterschiede ergeben sich durch Fracht- und Manipulationskosten zwischen dem Ort der Preisbildung und dem Ort des Warenübergangs (= Ort der tatsächlichen Nachfrage) sowie aus dem Umstand, inwieweit am Ort der Verfügbarkeit des Getreides das Angebot die Nachfrage über- oder untersteigt.
Eine der wichtigsten und größten Warenterminbörsen für Getreide ist die CBOT (Chicago Board of Trade). Für die häufigsten Getreidearten wie Mais oder Weizen wird dort der weltweit beachtete Preis in cents per bushel festgelegt. In Europa gilt als die bedeutendste Warenterminbörse für Getreide die in NYSE Euronext aufgegangene MATIF (Marché à Terme International de France) in Paris.

### Getreidehandel
Der größte Teil des Getreidehandels wird nach Formverträgen verschiedener Körperschaften abgewickelt. In Deutschland gelten die Einheitsbedingungen im Deutschen Getreidehandel als stillschweigender Bestandteil jedes Getreidehandelsvorgangs. In Österreich werden bevorzugt die Usancen der Börse für landwirtschaftliche Produkte in Wien verwendet und in der Schweiz die Usancen der Schweizer Getreidebörse.
Im Überseehandel sind diese Verträge weitgehend bedeutungslos. Dort werden für Getreide bevorzugt die Kontrakte der Grain and Feed Trade Association (GAFTA) und bei Ölsaaten die Kontrakte der Federation of Oils, Seeds and Fats Associations (FOSFA) verwendet.

## Getreideverarbeitung

### Trocknung
Seit dem Neolithikum wissen die Menschen, dass Getreide für eine dauerhafte, schadensfreie Lagerung getrocknet werden muss. Eine frühe Einrichtung, die für eine Darre gehalten wird, fand sich bei Bab edh-Dhra am Toten Meer. Da Getreide erst ab 14,5 % Feuchte sicher lagerfähig ist, je nach Witterung aber auch mit einer höheren Feuchte gedroschen wird, muss die Feuchte durch Trocknen entzogen werden. Würde die Lagerung zu feucht erfolgen, wäre Pilzbefall die Folge. Getreidetrocknung ist sehr energieaufwändig. Da während der Ernte nicht immer das gesamte angenommene Getreide gleich getrocknet werden kann, werden in vielen Mühlen Getreidepartien vorübergehend auf +7 °C gekühlt, bis sie ebenfalls getrocknet werden können.
Für die Vermahlung sind 14 % Feuchte allerdings zu wenig. Da die trockene Schale bei der Vermahlung zu sehr splittern würde und eine Trennung zwischen Kleie und Mehl schwieriger wird, muss das Getreide vor der Vermahlung, in Abhängigkeit von der „Glasigkeit“ des Korns, wieder auf 16–17 % Feuchte „aufgenetzt“ (angefeuchtet) werden.

### Lagerung

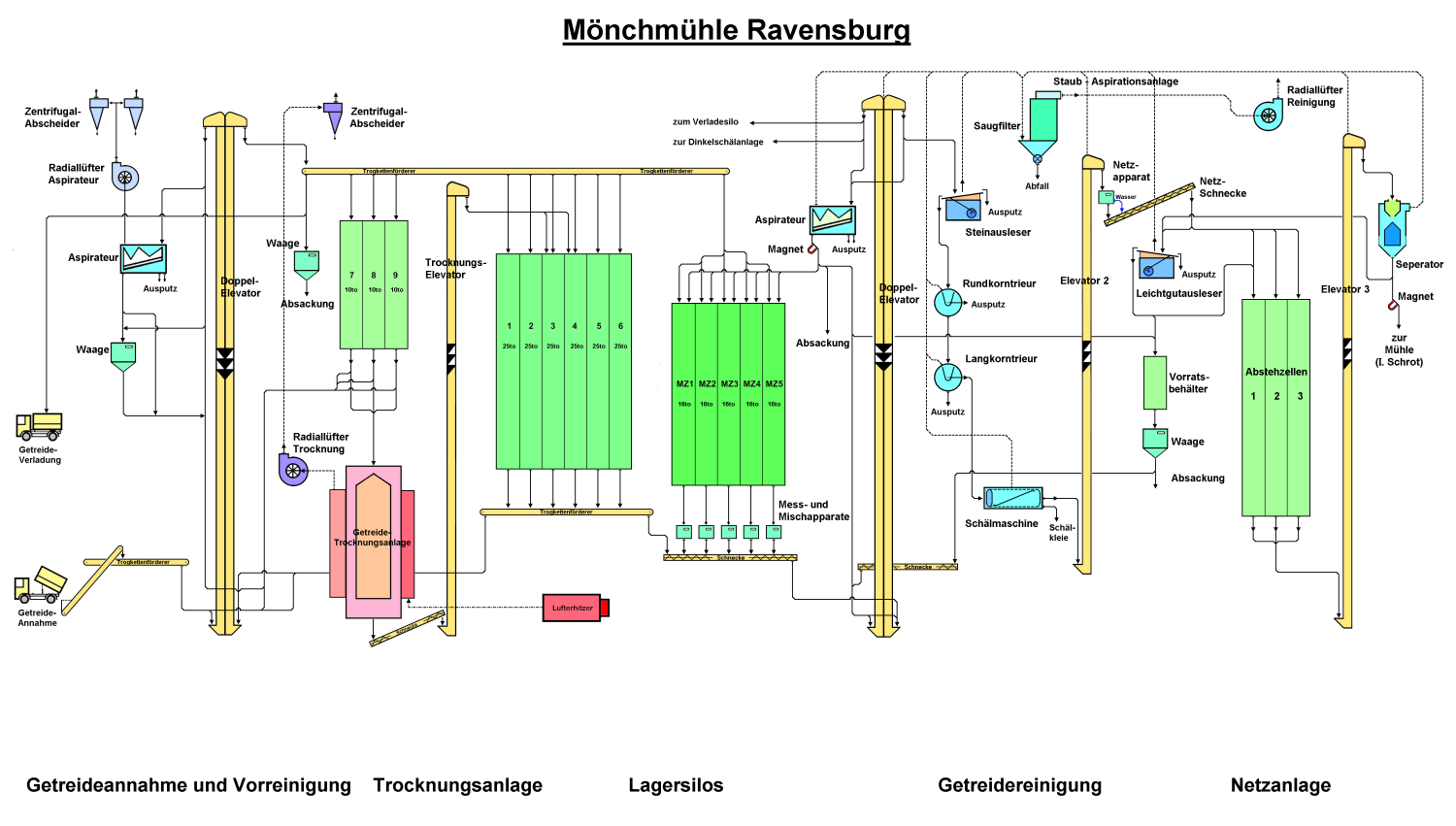
Diagramm einer Silo- und Getreidereinigungsanlage

Üblich sind heute Silos zur Einlagerung von Getreide, sogenannte Flach- und Hochsilos. Es werden aber auch einfache Lagerhallen (Flachlager) als Zwischenlager verwendet. Die Überwachung und Pflege des Getreides im Lager sind unbedingt erforderlich. Getreide atmet: Das heißt, es findet eine Feuchtigkeitsumverteilung im Getreidekorn statt und zum Teil auch Wasseraustritt – das Getreide „schwitzt“. Dies begünstigt das Wachstum von Mikroorganismen. Zudem sind ca. 40 % einer Siloschüttung Hohlräume. Der Luftzustand dieser Hohlräume bestimmt das „Klima“ der Schüttung. Daher ist eine ständige Überwachung von Feuchtigkeit und Temperatur erforderlich. Zu den Grundregeln der Lagerhaltung gehören die Reinigung des Getreides vor der Einlagerung und von Zeit zu Zeit ein Luftaustausch im Silo. Getreide gilt unter folgenden Bedingungen als lagerfest: Feuchtigkeit unter 14 %, Temperatur unter 20 °C (am günstigsten sind Temperaturen von 5–8 °C). Besatz unter 1 %.

### Vorratsschutz
Vorratsschutz ist die Verhinderung des Befalls durch Vorratsschädlinge, aber auch deren Bekämpfung, wenn Befall eingetreten ist. Die FAO schätzt die weltweiten Lagerverluste durch tierische Schädlinge in Getreidelagern auf ca. 10–30 %, dies entspricht einem jährlichen Verlust von 180 bis 360 Millionen Tonnen Getreide. In Deutschland dürfte die Verlustrate unter einem Prozent liegen, in Entwicklungsländern dagegen sogar häufig über 30 %.
Die auftretenden Schäden sind:
- Fraßschäden: Gesamtmenge nimmt ab; Selektionsfraß: nur Keimlinge oder Nährgewebe werden angefressen
- Verschmutzung: Kot, Urin, tote Tiere in den Nahrungsmitteln, Spinnfäden, Haare
- Veränderung an den Inhaltsstoffen: Ranzigwerden, Abnahme des Protein- oder Vitamingehaltes
- Folgeschäden: Geruchs- und Geschmacksveränderung, Veränderung der Backeigenschaften, Kosten für Beseitigung und Reinigung

Die häufigsten Vorratsschädlinge sind:
- Insekten
  - Käfer: Brotkäfer, Kornkäfer, Reiskäfer, Maiskäfer, Getreideplattkäfer, Mehlkäfer und seine Larve, der „Mehlwurm“
  - Schmetterlinge: Dörrobstmotte, Getreidemotte, Mehlmotte
- Milben: Mehlmilbe
- Nagetiere: Wanderratte, Hausmaus

Die Bekämpfung von möglichem Befall geschieht in der Mühle im Wesentlichen durch drei Bekämpfungsarten:
- Wärmeentwesung: Die ganze Mühle wird abgedichtet und mit Warmluft auf ca. 50–60 °C erwärmt. Die Temperatur muss mindestens ein bis zwei Tage konstant gehalten werden. Dadurch werden alle Insekten in allen Entwicklungsstadien abgetötet.
- Kälteentwesung: Getreide wird auf Paletten in einen speziellen Container gefahren, in dem es durch flüssigen Stick- oder Sauerstoff schockartig auf −20 bis −30 °C gekühlt wird. Auch dadurch werden alle Entwicklungsstadien von Insekten abgetötet.[25]
- Chemische Bekämpfung: Verwendung von zugelassenen Gasen (z. B. Sulfurylfluorid), Sprüh- oder Nebelverfahren. Dies darf jedoch nicht von Laien durchgeführt werden. Bisweilen werden auch Wärmeentwesung und chemische Bekämpfung kombiniert, um eine optimale und vollständige Bekämpfung zu erreichen. Die Wärme wirkt als Stressfaktor auf die Insekten und erhöht die Wirksamkeit des Begasungsmittels.[25]

### Verunreinigungen

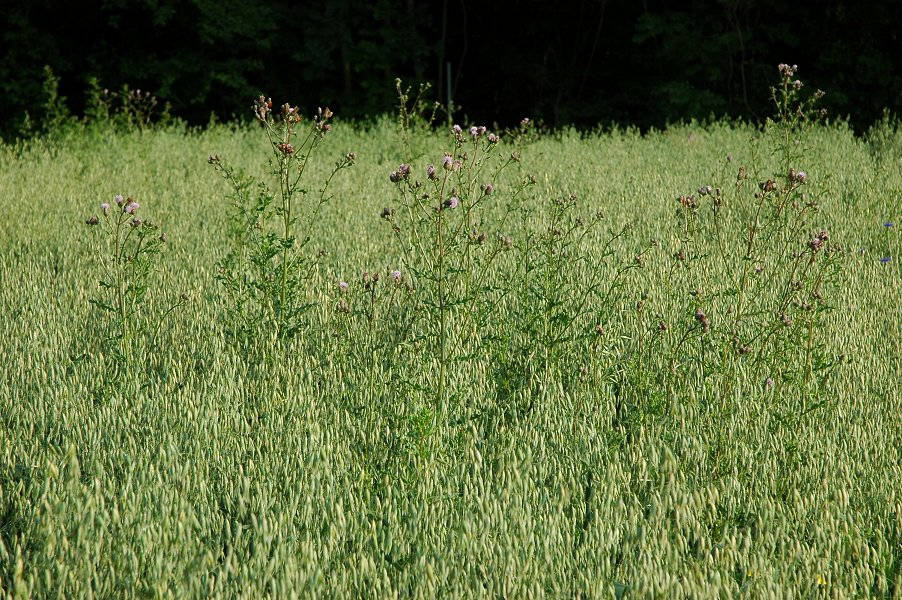
Disteln in einem Haferfeld

Auf Getreidefeldern wachsen neben erwünschten Getreidesorten auch andere Pflanzen, die nicht angebaut wurden, aber durch wandernde Samen oder durch Verunreinigungen im Saatgut eingetragen wurden. Es handelt sich meist um Anteile anderer Getreidesorten oder weiterer, nicht essbarer Pflanzen (Unkräuter). Diese können die Qualität des Mehls, den Ertrag oder die Qualität des Saatgutes für die nächste Periode mindern. Der Anteil der Verunreinigungen im Getreide soll deshalb gering gehalten werden.
Die meisten Unkräuter, die in Getreidefeldern wachsen, haben Samen, die sich von den Getreidekörnern stark unterscheiden und deshalb technisch entfernt werden können. Heute wird durch Siebungen und Luftstromtransport bereits im Mähdrescher ein Großteil der Verunreinigungen abgetrennt.
Saatgut, das in höheren Anteilen mit anderen Getreidesorten verunreinigt ist und für Handel und Verzehr nicht geeignet erscheint, kann immer noch als Futtergetreide ausgesät oder vermischt mit anderen Sorten als Gemengesaat verwendet werden. Soll Futtergetreide noch vor der Reife geerntet und grün verfüttert oder siliert werden, fallen Verunreinigungen durch andere Sorten kaum ins Gewicht.

### Getreidereinigung
In der Getreidemühle wird das angelieferte Getreide vor der Annahme auf Verunreinigungen geprüft. Das vom Landwirt in der Mühle angelieferte Rohmaterial ist in aller Regel kein reines Getreide, sondern mit Unkrautsamen, Steinen, Erdklumpen, Metallteilen, Insekten, Fremdgetreide und vielem mehr verunreinigt. Alle Verunreinigungen zusammen nennt man „Besatz“. Ist der Besatzanteil zu hoch, oder befinden sich gar lebende Schädlinge in der Partie, so wird der Müller deren Abnahme verweigern. Der genaue Besatzanteil kann im Mühlenlabor durch eine „Besatzanalyse“ ermittelt werden. Bevor Getreide in der Mühle eingelagert wird, durchläuft es die sogenannte „Silo- oder Schwarzreinigung“. Man unterscheidet gewöhnlich zwischen „Fremdbesatz (Schwarzbesatz)“ und „Kornbesatz“.
Die negativen Einflüsse von Besatz sind vielfältig:
1. Giftigkeit von Unkrautsamen und Mutterkorn
2. Beeinträchtigung von Geruch und Geschmack
3. Erhöhung des Mineralstoffgehaltes
4. Verschlechterung der Backeigenschaften der Mehle
5. Beschädigung von Maschinen, erhöhter Verschleiß
6. Erhöhung des erforderlichen Lagervolumens.

Die Reinigung erfolgt stufenweise durch verschiedenste Trennmethoden in folgenden Maschinen:
- Siebmaschine
- Dauermagnete
- Aspirateur (Luftsichter)
- Steinausleser
- Trieure
- Scheuermaschine
- Farbsortierer
- Rotationsworfelmaschine.

Speisegetreide, das die Mühle verlässt, hat heute einen nie zuvor gekannten Reinheitsgrad.

### Vermahlung, Siebung
Die Zerkleinerung erfolgt heute mit der wichtigsten und verbreitetsten Maschine: dem Walzenstuhl. In den Walzenstühlen sind üblicherweise zwei oder vier Walzenpaare untergebracht, die sich gegenläufig mit unterschiedlicher Umfangsgeschwindigkeit drehen. Sie sind entweder als Riffel- oder Glattwalzen ausgeführt. Das bei einem Walzendurchgang entstehende „Haufwerk“ wird durch den Plansichter und je nach Granulation unterschiedlich weitergeleitet. Alle kleinen Mehlpartikel (< 180 µm) werden sofort als Mehl abgezogen. Das grobe Schrot wird dagegen auf einen weiteren Walzenstuhl geleitet, wo sich der Vorgang wiederholt. Grieße können auf einer Grießputzmaschine gereinigt werden. So können sich noch weitere acht bis zehn Vermahlungen und Siebungen anschließen. Den Durchgang durch einen Walzenstuhl und einen Plansichter nennt man „Passage“.
Grad der Vermahlung:
- 1000–1400 µm: Schrot
- 0300–1000 µm: Grieß
- 0150–0300 µm: Dunst
- 0000<0150 µm: Mehl

### Mischen, Verladen, Absacken
Durch das Mischen in Mischmaschinen kann der Müller verschiedene Passagenmehle zu einem Typenmehl zusammenmischen, das der DIN-Norm entspricht. Dabei können auch unterschiedliche Backqualitäten ausgeglichen werden. Die heutigen Mehlsilozellen sind elektronisch durch Füllstandmelder überwacht. Die fertigen Mehle kommen in ein Lose-Verladesystem. Die übliche Form der Auslieferung ist die Silowagen-Befüllung. Bei Großbäckereien und Backfabriken wird das Mehl aus dem Silowagen mit Druckluft in die Mehlsilozellen geblasen. Nur noch Spezialprodukte oder Mehle für kleine Bäckereien werden in Säcke abgepackt. Viele Großmühlen verfügen heute auch über Kleinpackungsanlagen, auf denen 1- bis 5-kg-Packungen abgepackt und für den Einzelhandel fertig palettiert werden.